# Luís Rafael Soares Alves
Luís Rafael Soares Alves (Alpendurada e Matos, 9 mei 1995) is een Portugees voetballer die bij voorkeur als linksback speelt. Hij speelt stroomde in 2013 door vanuit de jeugd van FC Porto.

## Clubcarrière
Rafa werd voor aanvang van het seizoen 2013/14 doorgeschoven naar FC Porto B, dat in de Segunda Liga speelt. Hij debuteerde voor het tweede elftal van FC Porto in de Segunda Liga op 21 augustus 2013 als invaller tegen Portimonense SC. Naast de wedstrijden van het tweede elftal speelt hij ook mee in de UEFA Youth League.

## Interlandcarrière
Rafa speelde voor onder meer Portugal -17 en Portugal -20.
3 Djaló ·
4 Otávio ·
5 Marcano ·
6 Eustáquio ·
8 Grujić ·
9 Omorodion ·
10 Vieira ·
11 Pepê ·
12 Sanusi ·
13 Galeno ·
14 Ramos ·
15 Sousa ·
17 Jaime ·
18 Wendell ·
19 Namaso ·
20 Franco ·
21 Navarro ·
22 Varela ·
23 Mário ·
24 Pérez ·
27 Gül ·
52 Fernandes ·
70 Borges ·
74 Moura ·
86 Mora ·
94 Portugal ·
97 Pedro ·
99 D. Costa  ·
Coach: Bruno